# Patricia De Waele
 Patricia De Waele, née le 16 mai 1960 à Gand est une femme politique belge flamande, membre de Lijst Dedecker, ex-membre de OpenVLD.
Elle a une maîtrise en sciences économiques appliquées (KUL).
Elle est administratrice de sociétés.

## Fonctions politiques
- 2000-    : conseillère communale à Evergem
- 2000–2004: bourgmestre ff. d'Evergem
- 2004-2006: 1er échevin à Evergem
- députée au Parlement flamand: 
  - du 7 juin 2009 au 25 mai 2014